# Isa Bakar
Isa Bakar (Penang, Malasia británica; 25 de diciembre de 1952 – 28 de agosto de 2010) fue un futbolista de Malasia que jugaba en la posición de delantero.

## Carrera

### Club
| Periodo   | Club                   |
| --------- | ---------------------- |
| 1970–1980 | Penang FA              |
| 1981      | Penang Port Commission |
| 1982      | Penang FA              |
| 1983      | Penang Port Commission |
| 1984–1986 | Penang FA              |

### Selección nacional
Jugó para Malasia de 1974 a 1981 con la que anotó 45 goles en 69 partidos, ganó dos medallas de oro en los Juegos del Sudeste Asiático y la medalla de bronce en los Juegos Asiáticos de 1974, y participó en la Copa Asiática 1976.

## Legado
En 2011 fue honrado por la Asociación de Exfutbolistas de Malasia por su contribución como jugador.
El 17 de febrero de 2022 la IFFHS lo eligió como uno de los miembros de la selección de todos los tiempos de Malasia.

## Logros

### Club
Penang
- copa de Malasia: 1974
- Aga Khan Gold Cup: 1976
- Malaysia League: 1982

PPC
- Copa FAM: 1981, 1983

### Selección nacional
- Juegos Asiáticos: 1974
- SEA Games: 1977, 1979
- Copa Merdeka: 1976
- King's Cup: 1977